# Hospital Records
Ne doit pas être confondu avec Hospital Productions (en), autre label indépendant, fondé par Prurient en 1998.
Hospital Records est un label indépendant basé au sud de Londres. Produisant principalement de la drum and bass, et plus spécifiquement de la liquid funk, la maison de disque fut fondée en 1996 par Tony Colman (London Elektricity) et Chris Goss,. Le label s'est beaucoup développé par la suite, il est maintenant devenu l'un des labels les plus reconnus dans le milieu de la bass music, gagnant plusieurs fois le titre de meilleur label au Drum and Bass Arena Awards, entre 2011 et 2014 et entre 2014 et 2020. Le label a signé avec des artistes tels Danny Byrd, Camo & Krooked, Logistics, Netsky, Metrik, Fred V & Grafix, et S.P.Y, mais a produit également des morceaux venus des quatre coins de la scène drum and bass. En 2006, Hospital crée un sous-label plus expérimental nommé Med School, qui cessa son activité en 2019. Le label crée en 2015 une agence de booking, Clinic Talent. Cette agence gérée par Chris Marigold (Blu Mar Ten) vise à manager les bookings de certains artistes issus du label mais pas que, elle vise également à promouvoir de nouveaux talents n'ayant pas encore signé sur le label. 
La maison de disque organise également les soirées « Hospitality » depuis 2001, des soirées drum and bass avec plusieurs artistes du label qui viennent jouer. Principalement organisées au Royaume-Uni, elles ont aussi lieu dans des villes comme Berlin, Miami, ou encore Anvers,.
Le label a depuis la sortie de Forza Horizon 2 une radio intégrée aux différents jeux de la série Forza Horizon.

## Membres
- Camo & Krooked
- Danny Byrd
- Degs
- Fred V[7]
- Grafix[7]
- High Contrast
- Hugh Hardie
- Inja
- Kings Of The Rollers
- Krakota
- Logistics[8]
- London Elektricity
- Lynx
- Maduk
- Makoto
- Metrik
- Mitekiss
- Netsky
- Nu:Tone[8]
- Reso
- S.P.Y
- Unglued
- Urbandawn